# Робин
Вижте пояснителната страница за други значения на Робин.
Робин (на английски: Robin) е измислен персонаж и супергерой на Ди Си Комикс. Той винаги е бил част от комиксите за Батман в ролята си на негов партньор. От първата поява на Дик Грейсън като Робин през 1940 г., няколко различни младежи слагат костюма на едноименния персонаж.